# Marcus Hasselborg
Marcus Hasselborg, född 7 januari 1986, är en svensk curlare och 
skådespelare. Han är son till Mikael Hasselborg, bror till Anna Hasselborg, brorson till Stefan Hasselborg och kusin till Maria Hasselborg.
Som curlingspelare har Hasselborg representerat klubbarna Sundbybergs CK och Härnösands CK. Han tävlade i junior-SM 2005, 2006 och 2007 och i junior-VM 2005 (andra plats), 2006 (andra plats) och 2007 (andra plats). 2006 representerade han Sverige i VM i Boston, USA, där hans lag slutade på femte plats. 2012 slutade han på tredje plats i SM med sitt lag Härnosands CK. Han var även coach under EM 2011 och har också spelat i Elitserien.
Hasselborg filmdebuterade 1999 i rollen som Mårten i Ella Lemhagens Tsatsiki, morsan och polisen. År 2000 medverkade han i Den bästa sommaren, 2004 i Hip hip hora! och 2012-2014 i TV-serien Portkod 1321.

## Filmografi
- 1999 – Tsatsiki, morsan och polisen
- 2000 – Den bästa sommaren
- 2004 – Hip hip hora!
- 2012 – Portkod 1321 (TV-serie)
- 2014 – Portkod 1525 (TV-serie)